# Sergei Wiktorowitsch Kopljakow
Sergei Wiktorowitsch Kopljakow (russisch Сергей Викторович Копляков; * 23. Januar 1959 in Orscha) ist ein ehemaliger sowjetischer Schwimmer. Er gewann bei Olympischen Spielen zwei Gold- und zwei Silbermedaillen.

## Karriere
Seine erste olympische Medaille erhielt er im Alter von erst 17 Jahren bei den Olympischen Spielen 1976 in Montreal, als er mit der sowjetischen 4-mal-200-Meter-Freistilstaffel in der Besetzung Wolodymyr Raskatow, Andrei Bogdanow, Sergei Kopljakow und Andrei Krylow die Silbermedaille hinter der Staffel aus den Vereinigten Staaten erschwamm. Kopljakow trat auch über 200 Meter Freistil an, verpasste aber als Sieger des ersten von acht Vorläufen mit der zehntbesten Zeit den Finaleinzug.
Bei den Europameisterschaften 1977 in Jonköping erreichte die sowjetische 4-mal-100-Meter-Freistilstaffel in der Besetzung Wladimir Bure, Sergei Labso, Sergei Kopljakow und Andrei Krylow den dritten Platz hinter den Staffeln aus der Bundesrepublik Deutschland und aus Italien. Die sowjetische 4-mal-200-Meter-Freistilstaffel mit Wolodymyr Raskatow, Sergei Russin, Kopljakow und Krylow gewann den Titel vor den Staffeln aus der BRD und aus der DDR.
1978 fanden in West-Berlin die Weltmeisterschaften statt. Über 200 Meter Freistil siegte Bill Forrester vor Rowdy Gaines, beide aus den Vereinigten Staaten. Dahinter erhielt Kopljakow in 1:51,33 min die Bronzemedaille. Die sowjetische 4-mal-200-Meter-Freistilstaffel mit Sergei Rusin, Andrei Krylow, Wladimir Salnikow und Sergei Kopljakow erkämpfte die Silbermedaille hinter der Staffel aus den Vereinigten Staaten.
Am 7. April 1979 schwamm Sergei Kopljakow als Erster unter 1:50 Minuten über 200 Meter Freistil, als er in Potsdam nach 1:49,83 min anschlug. Sein Weltrekord wurde ein Jahr später von Rowdy Gaines unterboten. Bei den Olympischen Spielen 1980 in Moskau fehlten die Schwimmer aus den Vereinigten Staaten wegen des Olympiaboykotts. Sergei Kopljakow trat in vier Disziplinen an. Zuerst gewann Kopljakow seinen Vorlauf über 200 Meter vor dem Australier Graeme Brewer. Im Finale siegte er in 1:49,81 min vor Andrei Krylow und Graeme Brewer. In den Staffeln trat Kopljakow nur im Finale an. Die 4-mal-200-Meter-Freistilstaffel siegte mit Sergei Kopljakow, Wladimir Salnikow, Ivar Stukolkin und Andrei Krylow vor der Staffel aus der DDR und den Brasilianern. In der 4-mal-100-Meter-Lagenstaffel siegten die Australier vor der sowjetischen Staffel mit Wiktor Kusnezow, Arsens Miskarovs, Jewgeni Seredin und Kopljakow als Schlussmann. Im Wettbewerb über 100 Meter Freistil gewann Kopljakow seinen Vorlauf. Im Halbfinale belegte er den dritten Rang hinter Jörg Woithe aus der DDR und Per Holmertz aus Schweden. Im Finale siegte Woithe vor Holmertz und dem Schweden Per Johansson, 0,05 Sekunden hinter Johansson schlug Kopljakow als Vierter an.
Kopljakows letzter großer internationaler Auftritt fand bei den Europameisterschaften 1981 in Split statt. Über 200 Meter Freistil siegte er vor den Schweden Michael Söderlund und Thomas Lejdström. Die sowjetische 4-mal-100-Meter-Freistilstaffel gewann den Titel mit Serhij Krassjuk, Sergei Kopljakow, Alexei Markowski und Sergei Smirjagin vor den Schweden und der Staffel aus der Bundesrepublik Deutschland. Die sowjetische 4-mal-200-Meter-Freistilstaffel siegte vor der Staffel aus der BRD und den Schweden. Außer Kopljakow war noch Wladimir Salnikow aus der Goldstaffel von 1980 dabei, hinzugekommen waren Wladimir Schemetow und Alexander Tschajew.
Kopljakow begann bei Spartak Minsk, während seines Sportstudiums schwamm er ab 1975 für Newa Leningrad. 1978, 1979 und 1981 war er sowjetischer Meister über 200 Meter Freistil, 1979 siegte er auch über 100 Meter Freistil. 1978 gewann er drei Meistertitel in Staffeln.
Nach seiner Karriere kehrte er nach Minsk zurück und war dort Trainer bei Dynamo Minsk.